# Margarita de Anjou (1430-1482)
Margarita de Anjou (en francés: Marguerite d'Anjou/; en inglés: Margaret of Anjou) (Pont-à-Mousson, Lorena; 23 de marzo de 1430 - Castillo de Dampierre, Saumur; 25 de agosto de 1482) fue una noble francesa que llegó a ser reina de Inglaterra (1445-1471), como esposa de Enrique VI. Es una figura relevante por ser una de las líderes del bando Lancaster en la guerra de las Dos Rosas. Algunos de sus contemporáneos, como el duque de Suffolk, elogiaron "su valiente coraje y su espíritu inquebrantable" y Eduardo Hall describe su personalidad: "Esta mujer sobresalía sobre todas las demás, también en belleza y favor, como en ingenio y política, era de estómago y coraje, más parecido a un hombre que a una mujer".
Margarita de Anjou era una reina feroz, poderosa e indomable que gobernó Inglaterra, antes de luchar sin éxito para asegurar la Corona inglesa para su hijo. Debido a los frecuentes ataques de locura de su esposo, Margarita gobernó el reino en su lugar. Fue ella quien convocó a un Gran Consejo en mayo de 1455, que excluyó a la facción yorkista encabezada por Ricardo de York, tercer duque de York, y esto proporcionó la chispa que encendió un conflicto civil que duró más de 30 años, diezmó a la antigua nobleza de Inglaterra, y causó la muerte de miles de hombres, incluido su único hijo: Eduardo de Westminster, Príncipe de Gales, en la Batalla de Tewkesbury en 1471. Margarita fue tomada prisionera por los victoriosos yorkistas después de la derrota de Lancastrian en Tewkesbury. En 1475, fue rescatada por su primo, el rey Luis XI de Francia.

## Biografía

### Primeros años
Fue la sexta de diez hijos, siendo la tercera de los que lograron llegar a edad adulta. Sus padres fueron Renato I de Nápoles, llamado "el Bueno", duque de Anjou, rey de Sicilia y Nápoles y rey titular de Jerusalén; y de Isabel de Lorena, hija y heredera del duque Carlos II de Lorena. Se crio en el caos de una disputa familiar entre su padre y el tío de su padre, en la que su padre fue encarcelado durante algunos años. La indomabilidad corrió en la sangre de las mujeres de su familia. Su padre, el rey René, pasó su tiempo como prisionero del duque de Borgoña escribiendo poesía y vidrieras, pero su madre luchó para establecer su reclamo sobre Nápoles y su abuela paterna, Yolanda de Aragón, gobernó a Anjou con un puño de hierro. Entre 1419 y 1424, Yolanda financió la lucha de su hijo, Luis, para suceder a la reina Juana II de Nápoles. Consiguió su objetivo y Luis se convirtió en su heredero legítimo y fue nombrado duque de Calabria. Al morir Luis en 1434, Juana nombró al padre de Margarita, Renato, como su heredero, y se convierte en rey al año siguiente.
Por el tratado de Foug, firmado en 1419, se acordó que los dos ducados de sus padres, (Lorena y Bar), compartiesen el mismo soberano, aunque cada uno conservaría sus propias instituciones. A la muerte de su madre, Renato I renunció a la corona de Lorena a favor de su hijo mayor Juan II de Lorena, pero no a la de Bar, que tenía por derecho propio.
Margarita pasó su juventud en un castillo, en el valle del Ródano, y en un palacio en Nápoles. Recibió una buena educación y probablemente fue instruida por Antoino de la Sale, un famoso escritor y juez de torneos de la época.  En su infancia Margarita era conocida como la petite créature (pequeña criatura). Cuando llegó a Inglaterra, promovió su amor por el aprendizaje al ayudar a establecer el Queen’s College, Cambridge.

### Compromiso y matrimonio
Para garantizar la alianza franco-inglesa tras la guerra de los Cien Años, se la eligió como la futura esposa del rey Enrique VI de Inglaterra. Margarita se reunió con enviados ingleses, en Tours, el 4 de mayo de 1444, para hablar sobre el matrimonio. El 24 de mayo, ella se comprometió formalmente con Enrique. Su tío, Carlos VII de Francia, quien pudo haber sugerido el matrimonio como parte del esfuerzo de paz, estuvo presente. El compromiso contenía la promesa de una tregua de veintitrés meses con Francia. El matrimonio por poderes se celebró el 23 de abril de 1445, en la ciudad de Nancy. Fue representado el rey por el duque de Suffolk. El mismo día, en Tichfeld Hants, Enrique VI fue quien aceptaba contraer matrimonio de igual manera. Margarita tenía quince años cuando fue coronada reina consorte en la Abadía de Westminster. Fue descrita como hermosa, apasionada, orgullosa y de carácter fuerte.
El gobierno tomó préstamos para pagar el considerable gasto de transportar a Margarita a Inglaterra. La solicitud de préstamos enfatizó el papel que el matrimonio y la propia Margarita desempeñarían en la búsqueda de la paz con Francia. Este fue un tema que continuó durante los preparativos para su boda. Llegó a Inglaterra el 9 de abril de 1445 y viajó con dirección a Londres acompañada de varios señores y cortesanos. Llegó a Londres el 28 de mayo, donde fue recibida por el alcalde y los concejales de la ciudad. La participación prevista para su llegada y procesión fue tan grande, que el 8 de mayo se ordenó una inspección de los techos y balcones debido a la expectativa de que los espectadores los usarían como puntos estratégicos para su ver progreso. Su progreso ceremonial a través de la ciudad duró dos días, la noche transcurrida, por costumbre, en la Torre de Londres. Fue acompañado por ocho concursos teatrales. Cinco de estos concursos se referían a la paz con Francia, presentando a Margarita como símbolo o agente de la paz. Tres hablaron de su papel espiritual como redentor e intercesor. No está claro si estos concursos representaron un esfuerzo de propaganda por parte de la Corona, o reflejaron el sentimiento popular.
En los primeros años de su matrimonio, antes de la enfermedad de Enrique, pasaron una proporción significativa de su tiempo juntos por elección. Compartieron un interés en la educación y la cultura. Desde su llegada a Inglaterra, tuvo una influencia determinante en su esposo, provocando las iras y celos de los nobles ingleses, que la tacharon de intrusa en la corte inglesa. Entre dichos nobles se destacó notoriamente Ricardo, duque de York, primo del soberano. Así mismo, la debilidad de carácter del rey hizo que Margarita se convirtiera en la líder de la Casa de Lancaster, convirtiéndose en la clara opositora de la Casa de York.
Su posición en la corte se reforzó considerablemente cuando dio a luz, tras 8 años de matrimonio, a su único hijo, Eduardo de Westminster, príncipe de Gales, el 13 de octubre de 1453, con lo que los partidarios de los York veían frustarse sus planes de un cambio dinástico; desafortunadamente, este hecho coincidió con el primer ataque de locura del rey. La reina Margarita da claras muestras de querer detentar la regencia, pero el duque de York ejerce su influencia y se erige como regente del reino con el título de Lord Protector. El duque de York, ahora en la cima del poder, no iba a ceder el cargo con tanta facilidad: decidió apoyarse en las clases medias y en los llamados lolardos (secta de predicadores ambulantes) para conseguir apoderarse del trono.
Enrique, que estaba más interesado en la religión y el aprendizaje que en los asuntos militares, no fue un rey exitoso. Había reinado desde que solo tenía unos meses y sus acciones habían sido controladas por protectores, magnates que eran efectivamente regentes. Cuando se casó con Margarita, su condición mental ya era inestable y cuando nació su único hijo, Eduardo de Westminster, el 13 de octubre de 1453, había sufrido un colapso total. Se rumoreaba que era incapaz de engendrar un hijo y que el nuevo Príncipe de Gales, era el resultado de un enlace adúltero. Muchos han especulado que Edmundo Beaufort, segundo duque de Somerset, o James Butler, quinto conde de Ormonde, ambos acérrimos aliados de Margarita, podían ser los verdaderos padres. 

### La guerra de las Dos Rosas

La rosa roja, símbolo de los Lancaster, bando que lideraba la reina Margarita de Anjou.

Pero en la Navidad de 1454, Enrique VI recupera la razón y York pierde su poder. Sin embargo, el 22 de mayo de 1455, Enrique VI es derrotado en la batalla de Saint Albans. Este hecho desencadenaría la llamada guerra de las Dos Rosas, al dividirse el país entre ambos bandos: La Rosa Roja (Casa de Lancaster) y La Rosa Blanca (Casa de York).
Ricardo de York logra reponer sus fuerzas y derrota al rey, tomándolo prisionero a él y a su hijo, estableciendo un segundo Protectorado.
Margarita, que había logrado huir, no depone su actitud y reagrupa las fuerzas de los Lancaster, logrando derrotar a York y liberar al rey en 1459, aprobando ella misma en el Parlamento de Coventry, el destierro del duque de York y la confiscación de sus bienes patrimoniales, así como los de sus aliados.
Al año siguiente, en 1460, los yorkistas derrotan a las tropas reales en Northampton, Enrique VI es tomado prisionero nuevamente y Ricardo de York obtiene el poder nuevamente, obligando al rey a nombrarle heredero del trono. La reina Margarita huye a Escocia.
Nuevamente, la reina Margarita saca fuerzas del infortunio, y reúne las fuerzas de los Lancaster, derrotando a los York en la batalla de Wakefield el 30 de diciembre de 1460, donde el duque Ricardo de York pierde la vida.
Sin embargo el hijo y heredero de Ricardo, Eduardo de York, toma la jefatura de la casa de York, y, gracias al decisivo apoyo de Ricardo Neville, conde de Warwick -el llamado "Hacedor de Reyes"- logra una aplastante victoria en la batalla de Towton en 1461. Poco después Margarita de Anjou vuelve al ataque y derrota a los yorkistas en la segunda batalla de Saint Albans, liberando al rey.
La victoria es efímera, y en Mortimer's Cross, Eduardo logra derrotar a los Lancaster, ocupa Londres y en marzo se proclama rey con el nombre de Eduardo IV. Los partidarios de los Lancaster son ajusticiados y perseguidos.
La reina Margarita y su hijo Eduardo se refugian en Francia, al amparo de los parientes de la reina, principalmente su primo, el rey Luis XI de Francia (hijo de María de Anjou, hermana de Renato el Bueno). Enrique VI huye a Escocia, y se enfrenta de nuevo a los yorkistas en la batalla de Hexham  en 1465 pero sufre otra derrota y es capturado por Eduardo IV, que decide encarcelarlo en la Torre de Londres.

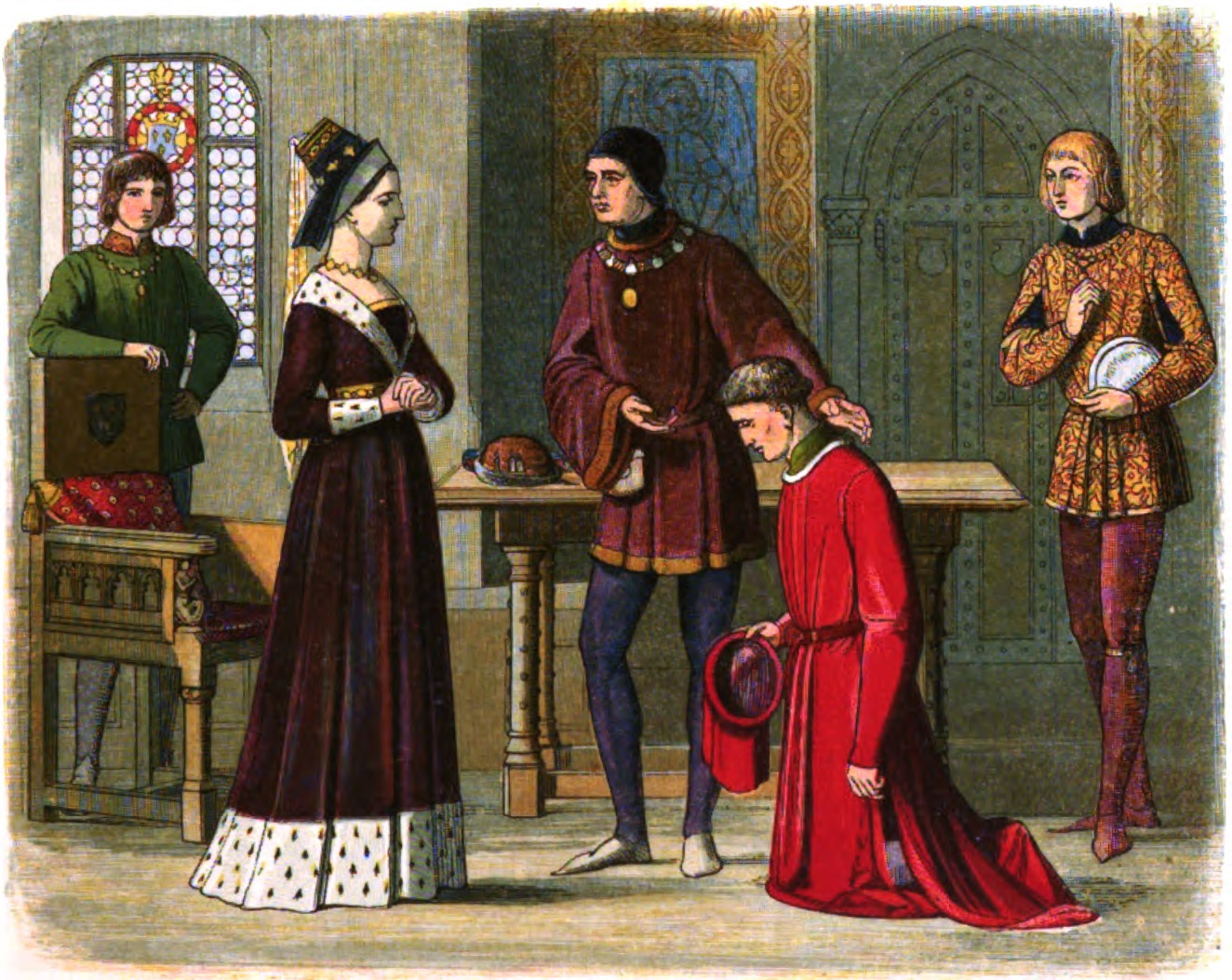
El conde de Warwick se alía con su antigua enemiga Margarita de Anjou. Ilustración de James W. E. Doyle

Margarita, apoyada por Luis XI, logra atraer a su bando al conde de Warwick, el cual ve con desagrado cómo Eduardo IV menoscaba su influencia a favor del clan de los Woodville, por su matrimonio con Isabel en 1469. De igual manera, los poderosos clanes como los Percy en el norte, los Pembroke y Jasper Tudor (medio hermano de Enrique VI) en Gales, de los cuales Eduardo IV dependía para conservar la corona, también se vieron relegados. Todo ello fue aprovechado por Margarita para conseguir el apoyo que necesitaba para retomar el poder.
En 1470, Warwick libera a Enrique VI y lo repone en el trono; Margarita y su hijo regresan a Inglaterra, y empieza la persecución de los partidarios de los York. Eduardo IV, refugiado en los Países Bajos al amparo del Carlos el Temerario, duque de Borgoña, regresa al año siguiente y consigue, gracias al apoyo de los borgoñones y la Hansa, la derrota de Warwick en la Batalla de Barnet el 14 de abril de 1471, donde este pierde la vida.
Ahora, sin el apoyo de Warwick, Margarita y Enrique VI se juegan el todo por el todo en la decisiva batalla de Tewkesbury el 4 de mayo de 1471. El hijo de ambos, Eduardo, príncipe de Gales, decide apoyar a su padre en la batalla.
Eduardo IV consigue la victoria y captura a Enrique VI y a su hijo y aunque Margarita vuelve a huir, es atrapada poco después, al tiempo que se enteraba de que su hijo había sido ahorcado por los yorkistas en el campo de batalla, y que su esposo era encarcelado y asesinado en la Torre de Londres. Margarita, a su vez, es también confinada en la Torre. Más adelante, la encarcelaron en el castillo de Wallingford.

### Muerte
En un acto inesperado, el rey Luis XI de Francia, que de acuerdo con los cronistas era un hombre insensible y cruel, sale en defensa de su prima y exige su liberación, la cual no se produce hasta 1478. Margarita regresa a Francia y se retira al castillo de Dampierre, en Saumur, donde falleció el 25 de agosto de 1482, a los 52 años de edad, siendo sepultada en la cripta familiar de los Anjou en Angers. Fue enterrada junto a sus padres, pero sus restos fueron retirados y dispersados por los revolucionarios que saquearon la catedral durante la Revolución Francesa.
Todavía quedan muchas cartas escritas por Margarita durante su mandato como reina consorte. Uno fue escrito a la Corporación de Londres, sobre las lesiones infligidas a sus inquilinos en la mansión de Enfield, que comprendía parte de sus tierras de dote. Otra carta fue escrita al Arzobispo de Canterbury. Las cartas de Margarita, que generalmente comienzan con las palabras "By the Quene", están compiladas en un libro editado por Cecil Monro, que fue publicado para la Sociedad Camden en 1863.
Elizabeth Woodville (nacida alrededor de 1437), quien luego sería Reina de Inglaterra como esposa del rival del marido de Margaret, el Rey Eduardo IV, supuestamente sirvió a Margarita de Anjou como dama de honor. Sin embargo, las pruebas son demasiado escasas como para que los historiadores puedan establecer esto con certeza absoluta; varias mujeres en la corte de Margarita llevaban el nombre de Elizabeth o Isabella Grey.

## Sucesión
| Predecesora: Catalina de Valois | Reina Consorte de Inglaterra 1445 - 1471 | Sucesora: Isabel Woodville |

## Ancestros
| \| \| \| \| \| \| \| \| \| \| \| \| \| \| \| \| \| \| \| \| 8. Luis I de Anjou \| \| \| \| \| \| \| \| \| \| \| \| \| \| \| \| \| \| \| \| \| \| \| \| \| \| \| \| \| \| \| \| \| \| \| \| \| \| \| \| \| \| \| \| \| \| \| \| \| \| \| \| \| \| 4. Luis II de Anjou \| \| \| \| \| \| \| \| \| \| \| \| \| \| \| \| \| \| \| \| \| \| \| \| \| \| \| \| \| \| \| \| \| \| \| \| \| \| \| \| \| \| \| \| \| \| \| \| \| \| \| \| \| \| 9. María de Blois-Châtillon \| \| \| \| \| \| \| \| \| \| \| \| \| \| \| \| \| \| \| \| \| \| \| \| \| \| \| \| \| \| \| \| \| \| \| \| \| \| \| \| \| \| \| \| \| \| \| \| \| \| \| \| \| \| 2. Renato de Anjou \| \| \| \| \| \| \| \| \| \| \| \| \| \| \| \| \| \| \| \| \| \| \| \| \| \| \| \| \| \| \| \| \| \| \| \| \| \| \| \| \| \| \| \| \| \| \| \| \| \| \| \| \| \| 10. Juan I de Aragón \| \| \| \| \| \| \| \| \| \| \| \| \| \| \| \| \| \| \| \| \| \| \| \| \| \| \| \| \| \| \| \| \| \| \| \| \| \| \| \| \| \| \| \| \| \| \| \| \| \| \| \| \| \| 5. Yolanda de Aragón \| \| \| \| \| \| \| \| \| \| \| \| \| \| \| \| \| \| \| \| \| \| \| \| \| \| \| \| \| \| \| \| \| \| \| \| \| \| \| \| \| \| \| \| \| \| \| \| \| \| \| \| \| \| 11. Violante de Bar \| \| \| \| \| \| \| \| \| \| \| \| \| \| \| \| \| \| \| \| \| \| \| \| \| \| \| \| \| \| \| \| \| \| \| \| \| \| \| \| \| \| \| \| \| \| \| \| \| \| \| \| \| \| 1. Margarita de Anjou \| \| \| \| \| \| \| \| \| \| \| \| \| \| \| \| \| \| \| \| \| \| \| \| \| \| \| \| \| \| \| \| \| \| \| \| \| \| \| \| \| \| \| \| \| \| \| \| \| \| \| \| \| \| 12. Juan I de Lorena \| \| \| \| \| \| \| \| \| \| \| \| \| \| \| \| \| \| \| \| \| \| \| \| \| \| \| \| \| \| \| \| \| \| \| \| \| \| \| \| \| \| \| \| \| \| \| \| \| \| \| \| \| \| 6. Carlos II de Lorena \| \| \| \| \| \| \| \| \| \| \| \| \| \| \| \| \| \| \| \| \| \| \| \| \| \| \| \| \| \| \| \| \| \| \| \| \| \| \| \| \| \| \| \| \| \| \| \| \| \| \| \| \| \| 13. Sofía de Wurtemberg \| \| \| \| \| \| \| \| \| \| \| \| \| \| \| \| \| \| \| \| \| \| \| \| \| \| \| \| \| \| \| \| \| \| \| \| \| \| \| \| \| \| \| \| \| \| \| \| \| \| \| \| \| \| 3. Isabel de Lorena \| \| \| \| \| \| \| \| \| \| \| \| \| \| \| \| \| \| \| \| \| \| \| \| \| \| \| \| \| \| \| \| \| \| \| \| \| \| \| \| \| \| \| \| \| \| \| \| \| \| \| \| \| \| 14. Roberto del Sacro Imperio Romano Germánico \| \| \| \| \| \| \| \| \| \| \| \| \| \| \| \| \| \| \| \| \| \| \| \| \| \| \| \| \| \| \| \| \| \| \| \| \| \| \| \| \| \| \| \| \| \| \| \| \| \| \| \| \| \| 7. Margarita de Wittelsbach \| \| \| \| \| \| \| \| \| \| \| \| \| \| \| \| \| \| \| \| \| \| \| \| \| \| \| \| \| \| \| \| \| \| \| \| \| \| \| \| \| \| \| \| \| \| \| \| \| \| \| \| \| \| 15. Isabel de Hohenzollern \| \| \| \| \| \| \| \| \| \| \| \| \| \| \| \| \| \| \| \| \| \| \| \| \| \| \| \| \| \| \| \| \| \| \| \| \| \| \| \| \| \| \| \| \| \| \| \| \| \| \| \| |                                                |  |  |  |  |  |  |  |  |  |  |  |  |  |  |  |
| |                                                |  |  |  |  |  |  |  |  |  |  |  |  |  |  |  |
| | 8. Luis I de Anjou                             |  |  |  |  |  |  |  |  |  |  |  |  |  |  |  |
| |                                                |  |  |  |  |  |  |  |  |  |  |  |  |  |  |  |
| |                                                |  |  |  |  |  |  |  |  |  |  |  |  |  |  |  |
| | 4. Luis II de Anjou                            |  |  |  |  |  |  |  |  |  |  |  |  |  |  |  |
| |                                                |  |  |  |  |  |  |  |  |  |  |  |  |  |  |  |
| |                                                |  |  |  |  |  |  |  |  |  |  |  |  |  |  |  |
| | 9. María de Blois-Châtillon                    |  |  |  |  |  |  |  |  |  |  |  |  |  |  |  |
| |                                                |  |  |  |  |  |  |  |  |  |  |  |  |  |  |  |
| |                                                |  |  |  |  |  |  |  |  |  |  |  |  |  |  |  |
| | 2. Renato de Anjou                             |  |  |  |  |  |  |  |  |  |  |  |  |  |  |  |
| |                                                |  |  |  |  |  |  |  |  |  |  |  |  |  |  |  |
| |                                                |  |  |  |  |  |  |  |  |  |  |  |  |  |  |  |
| | 10. Juan I de Aragón                           |  |  |  |  |  |  |  |  |  |  |  |  |  |  |  |
| |                                                |  |  |  |  |  |  |  |  |  |  |  |  |  |  |  |
| |                                                |  |  |  |  |  |  |  |  |  |  |  |  |  |  |  |
| | 5. Yolanda de Aragón                           |  |  |  |  |  |  |  |  |  |  |  |  |  |  |  |
| |                                                |  |  |  |  |  |  |  |  |  |  |  |  |  |  |  |
| |                                                |  |  |  |  |  |  |  |  |  |  |  |  |  |  |  |
| | 11. Violante de Bar                            |  |  |  |  |  |  |  |  |  |  |  |  |  |  |  |
| |                                                |  |  |  |  |  |  |  |  |  |  |  |  |  |  |  |
| |                                                |  |  |  |  |  |  |  |  |  |  |  |  |  |  |  |
| | 1. Margarita de Anjou                          |  |  |  |  |  |  |  |  |  |  |  |  |  |  |  |
| |                                                |  |  |  |  |  |  |  |  |  |  |  |  |  |  |  |
| |                                                |  |  |  |  |  |  |  |  |  |  |  |  |  |  |  |
| | 12. Juan I de Lorena                           |  |  |  |  |  |  |  |  |  |  |  |  |  |  |  |
| |                                                |  |  |  |  |  |  |  |  |  |  |  |  |  |  |  |
| |                                                |  |  |  |  |  |  |  |  |  |  |  |  |  |  |  |
| | 6. Carlos II de Lorena                         |  |  |  |  |  |  |  |  |  |  |  |  |  |  |  |
| |                                                |  |  |  |  |  |  |  |  |  |  |  |  |  |  |  |
| |                                                |  |  |  |  |  |  |  |  |  |  |  |  |  |  |  |
| | 13. Sofía de Wurtemberg                        |  |  |  |  |  |  |  |  |  |  |  |  |  |  |  |
| |                                                |  |  |  |  |  |  |  |  |  |  |  |  |  |  |  |
| |                                                |  |  |  |  |  |  |  |  |  |  |  |  |  |  |  |
| | 3. Isabel de Lorena                            |  |  |  |  |  |  |  |  |  |  |  |  |  |  |  |
| |                                                |  |  |  |  |  |  |  |  |  |  |  |  |  |  |  |
| |                                                |  |  |  |  |  |  |  |  |  |  |  |  |  |  |  |
| | 14. Roberto del Sacro Imperio Romano Germánico |  |  |  |  |  |  |  |  |  |  |  |  |  |  |  |
| |                                                |  |  |  |  |  |  |  |  |  |  |  |  |  |  |  |
| |                                                |  |  |  |  |  |  |  |  |  |  |  |  |  |  |  |
| | 7. Margarita de Wittelsbach                    |  |  |  |  |  |  |  |  |  |  |  |  |  |  |  |
| |                                                |  |  |  |  |  |  |  |  |  |  |  |  |  |  |  |
| |                                                |  |  |  |  |  |  |  |  |  |  |  |  |  |  |  |
| | 15. Isabel de Hohenzollern                     |  |  |  |  |  |  |  |  |  |  |  |  |  |  |  |
| |                                                |  |  |  |  |  |  |  |  |  |  |  |  |  |  |  |
| |                                                |  |  |  |  |  |  |  |  |  |  |  |  |  |  |  |